# Codex Aleppo

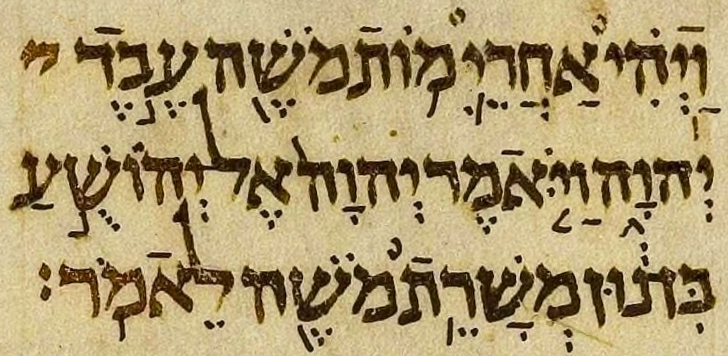
Codex Aleppo, Jozua 1:1

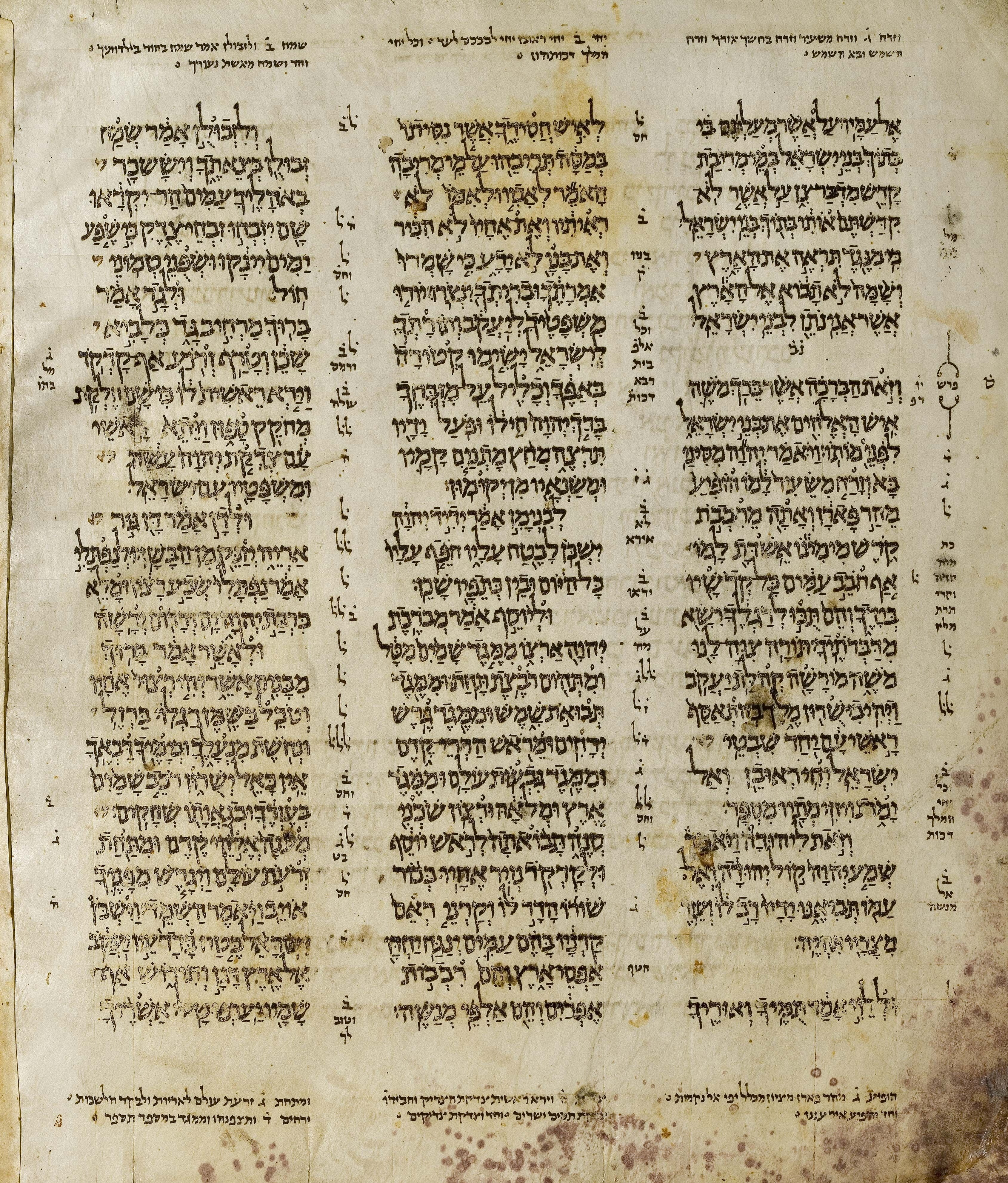
Codex Aleppo, Deuteronomium

De Codex Aleppo (Hebreeuws: כֶּתֶר אֲרָם צוֹבָא, Keter Aram Tzova) is een middeleeuws handschrift van de Hebreeuwse Bijbel, ook wel de Tenach of, door christenen, het Oude Testament genoemd.
De codex is ontstaan in de 10e eeuw.
Lange tijd is de codex beschouwd als het meest gezaghebbende document van de traditie van de masoreten, die de tekst van de Hebreeuwse geschriften van generatie op generatie hebben overgeleverd.
Uit responsa-literatuur die bewaard is gebleven blijkt dat de Codex Aleppo gedurende de hele middeleeuwen in een groot gebied gebruikt werd door Joodse geleerden. Modern onderzoek heeft laten zien dat de Codex Aleppo het beste voorbeeld is van de masoretische principes in een groot manuscript en maar weinig fouten bevat, ondanks de ongeveer 2,7 miljoen tekens. Daarom beschouwen veel geleerden de Codex Aleppo als de meest gezaghebbende tekst, zowel wat betreft de medeklinkertekst als wat betreft de klinkertekens en de wijze van zingen.

## Geschiedenis
De Karaïtisch Joodse gemeenschap van Jeruzalem verwierf de codex ongeveer honderd jaar nadat die geschreven was. Tijdens de eerste kruistocht (1096-1099) werd hun synagoge geplunderd. De codex kwam in Egypte terecht. De daar wonende Joden kregen hem terug tegen een hoog losgeld. De codex werd bewaard in de synagoge in Caïro, waar Maimonides hem bestudeerde. Maimonides schreef dat de tekst door alle geleerden betrouwbaar werd geacht. Volgens het gerucht heeft een van de zonen van Maimonides de codex in 1375 naar Aleppo in Syrië gebracht, waaraan deze zijn huidige naam dankt. De Codex bleef 500 jaar in Syrië. In 1947 werd de synagoge waar de Codex Aleppo zich bevond platgebrand door islamitische relschoppers die kwaad waren over het VN-besluit om een Joodse staat in Palestina te stichten. De Codex was onvindbaar, maar dook in 1958 weer op toen hij door de Syrische Jood Murad Faham naar Israël gesmokkeld werd, waar hij werd aangeboden aan de president, Itzhak Ben-Zvi. De Codex werd toevertrouwd aan het Ben-Zvi instituut en de Hebreeuwse Universiteit van Jeruzalem.

### Losgeld

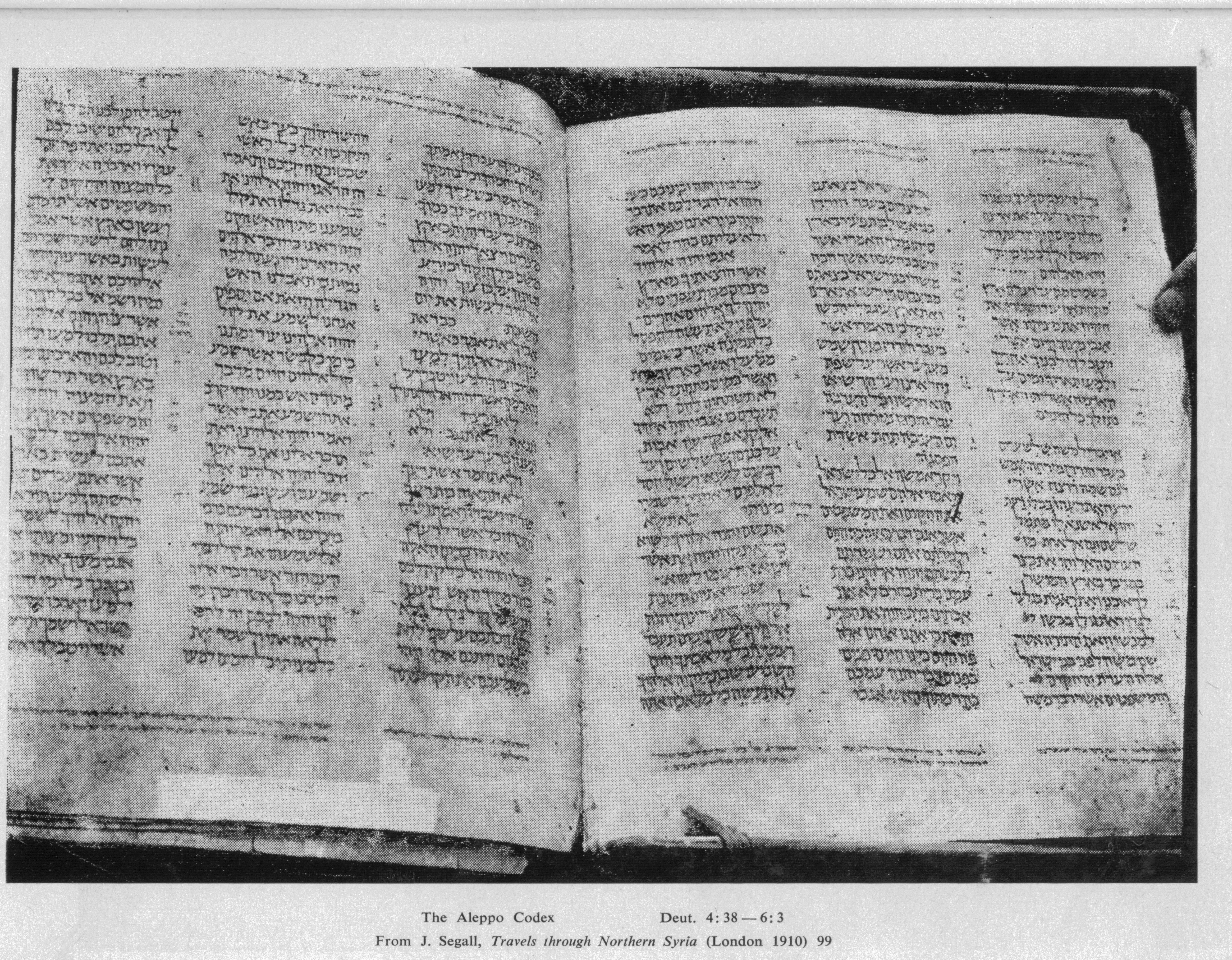
Foto van een vermist blad

De Karaïtische gemeenschap ontving het boek van Israel ben Simha uit Basra tussen 1040 en 1050. De broers Hizkiyahu en Joshya, Karaïtische religieuze leiders die in 1050 naar Fustat in Egypte zouden verhuizen, hadden hem in Jeruzalem onder hun hoede. De Codex bleef echter in Jeruzalem en werd met andere heilige geschriften en Joodse overlevenden na de val van Jeruzalem in 1099 door de kruisvaarders vastgehouden om er losgeld voor te krijgen. De website van de Codex Aleppo haalt twee brieven aan die beschrijven hoe de inwoners van Ashkelon geld van Egypte leenden om deze boeken te kunnen betalen.
Deze brieven, geschreven in het Joods-Arabisch, zijn in 1952 ontdekt door de Joodse historicus S.D. Goitein. Er waren volgens de brieven 230 Bijbelse codices, 100 andere boeken en 8 Thorarollen teruggekocht. Deze boeken werden naar Egypte gebracht met een karavaan, die betaald en geleid werd door de Alexandrijnse beambte Abu’l-Fadl Sahl b. Yūsha’ b. Sha‘yā was in Ashkelon voor zijn huwelijk even na 1100. Joods-Arabische aantekeningen op de eerste bladzijde van het boek wijzen erop dat het vervolgens is overgedragen aan de Jeruzalemse synagoge in Fustat.
De website van de Codex Aleppo laat zien hoe het boek van eigenaar wisselde. In overeenstemming met de wet over bevrijding uit gevangenschap in Jeruzalem werd het overgedragen aan de gemeente in Egypte.

### In Aleppo
De gemeenschap in Aleppo heeft de codex 600 jaar lang met toewijding bewaard. Samen met drie andere Bijbelse handschriften werd het in een speciale kast, later in een brandkast, opgeborgen in een kapel in de kelder van de synagoge, die ooit de grot zou zijn geweest waar Elia zich schuil had gehouden. Het was het kostbaarste bezit van de gemeenschap. Mensen in nood baden er bij, en er werden eden op afgelegd. Van overal ter wereld kwamen verzoeken van Joodse geleerden om tekstdetails te controleren. Deze correspondentie is behouden gebleven als de responsa-literatuur. Deze literatuur wordt tegenwoordig wel gebruikt om gedeelten die vermist worden te reconstrueren. De gemeenschap stond echter buitenstaanders maar beperkt toe het manuscript zelf te bekijken. Toen Paul Kahle in de jaren twintig van de 20e eeuw de tekst van de Biblia Hebraica reviseerde, lukte het hem niet om fotokopieën te bemachtigen. Daarom wordt vanaf de derde editie (1937) de Codex Leningradensis gebruikt.
De enige geleerde die werd toegestaan de Codex Aleppo met een algemene gedrukte Hebreeuwse bijbel te vergelijken, was Umberto Cassuto. Deze geheimzinnigheid maakte het onmogelijk de echtheid van de Codex te controleren. Cassuto betwijfelde of het wel de codex van Maimonides was. Hij was er wel van overtuigd dat het boek uit de 10e eeuw dateerde.
Tijdens de anti-Joodse rellen in Aleppo in december 1947 werd de oude synagoge in brand gestoken en raakte de Codex beschadigd, zodat we nog maar 294 van de 477 oorspronkelijke bladzijden over hebben. In het bijzonder van de Thora zijn alleen de laatste paar bladzijden bewaard gebleven.
De verdwenen bladen zijn de inzet van een fel meningsverschil. De Joden van Aleppo zeggen dat ze verbrand zijn, maar er is geen wetenschappelijk bewijs dat het vuur het boek ooit bereikt heeft. De zwarte vlekken worden door een schimmel veroorzaakt. Er zijn geleerden die leden van de gemeenschap ervan beschuldigen uitgescheurde bladen van de Codex voor zichzelf te houden. Twee vermiste bladen zijn opgedoken, een in 1982 en een in 2007. Dit laat de mogelijkheid open dat er nog meer bladen de rellen hebben overleefd.
De gemeenschap van Damascus bezat een soortgelijk handschrift, de Damascus Keter.

### In Israël

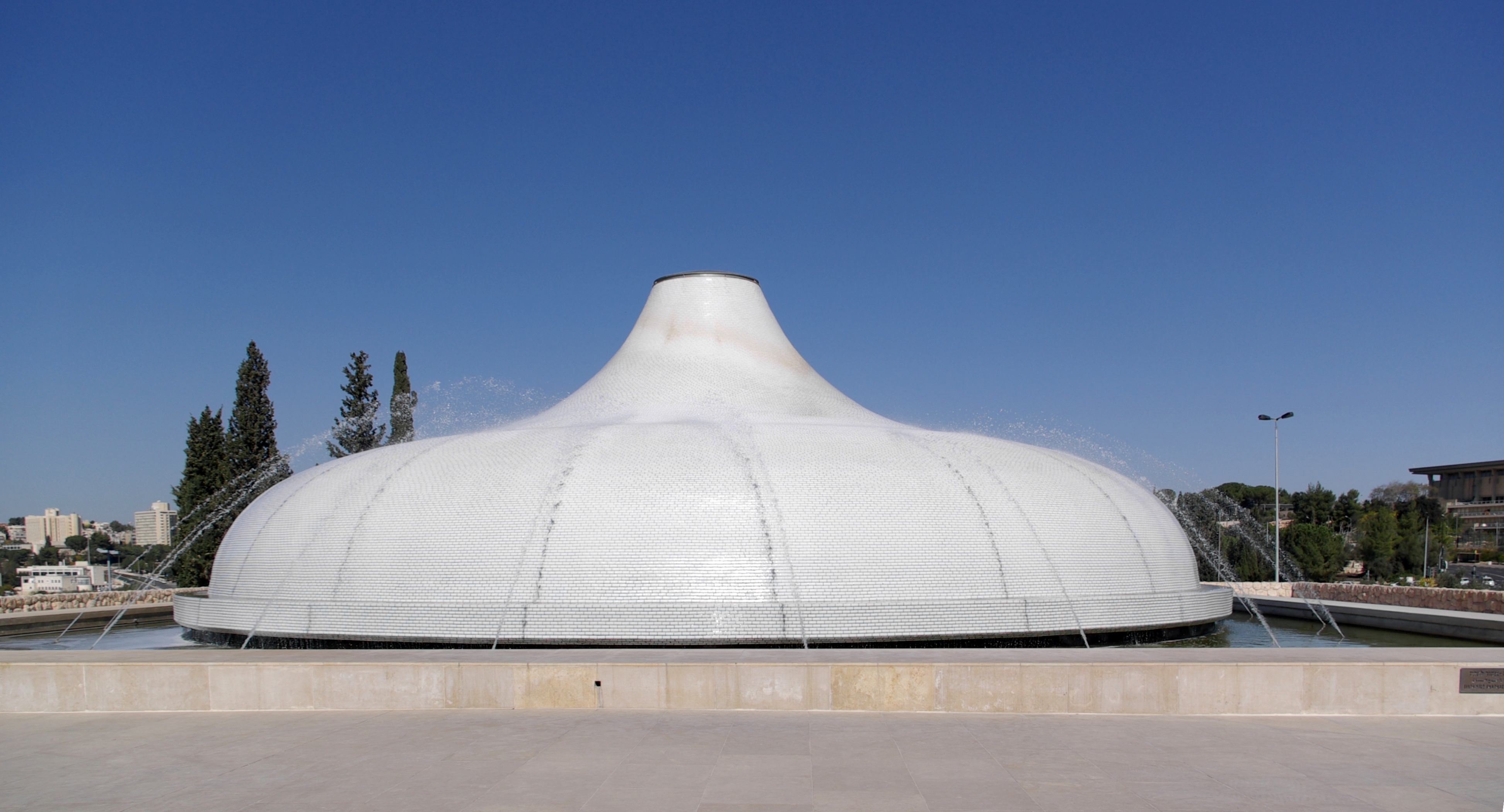
Buitenkant van de Schrijn van het Boek

In 1987 schreef de Israëlische schrijver Amnon Shamosh een verslag over hoe de Codex Aleppo naar Israël gebracht werd: "Ha-Keter: Sippuro shel Keter Aram Soba" (‘‘De Kroon: de geschiedenis van de code Aleppo’’). De Codex werd toevertrouwd aan het Ben-Zvi Instituut en de Hebreeuwse Universiteit in Jeruzalem, waar het bewaard wordt in de Schrijn van het Boek. Tot vandaag zijn er pogingen om zoekgeraakte delen terug te vinden.

## Gezaghebbende tekst
De medeklinkers van de Codex zijn overgenomen door de Schriftgeleerde Shlomo ben Buya'a in Israël circa 920. De tekst is daarna gecontroleerd en van klinkertekens voorzien, waarna de aantekeningen van de masoreten zijn toegevoegd door Aaron ben Asher. Ben-Asher was het laatste en tevens het meest vooraanstaande lid van de Ben-Asher dynastie van Schriftgeleerden uit Tiberias, die de meest accurate versie van de masoretische overlevering en daarmee van de Hebreeuwse Bijbel schiepen.
Ook van de Codex Leningradensis, die ongeveer even oud is als de Codex Aleppo, wordt gezegd dat hij afkomstig is uit de studeerkamers van Ben Asher. De colofon zegt echter dat bij de correctie gebruik is gemaakt van handschriften van Ben Asher, niet dat Ben Asher het zelf ooit gezien heeft.
De Aleppo Codex was het manuscript dat Maimonides gebruikte toen hij de regels van de Thora "Hilkhot Sefer Torah" ("De wetten van de Thora rol") opschreef in zijn Mishneh Torah. Hoewel Maimonides de rol alleen gebruikte om een schema en een indeling in paragrafen te maken, gaf deze wetgeving de Aleppo Codex een zegel van betrouwbaarheid. "De codex die we voor deze werken gebruikten is bekend in Egypte, heeft 24 boeken, en komt uit Jeruzalem", schrijft hij. Rabbi David ibn abi Zimra verklaart dat dit dezelfde codex is als die die zich later in Aleppo bevindt.

## Inhoud
Toen de Codex Aleppo nog compleet was, volgde hij de Tiberische teksttraditie wat de volgorde van de boeken betreft, net als de Codex Leningradensis. Die volgorde komt overeen met de jongere Sefardische traditie. De volgorde van Thora en profeten is in de meeste Hebreeuwse bijbels dezelfde, maar de volgorde van de geschriften varieert nogal. In de Codex Aleppo is de volgorde van de geschriften: I en II Kronieken, Psalmen, Job, Spreuken, Ruth, Hooglied, Prediker, Klaagliederen, Esther, Daniël, Ezra, dat één geheel vormt met Nehemia.
Tegenwoordig ontbreekt vrijwel de hele Thora, van Genesis tot en met het meeste van Deuteronomium Het boek begint met het laatste woord van Deuteronomium 28:17 (ומשארתך, "dat u kneedt"). Daarna komen de profeten in de gebruikelijke volgorde: Jozua, Richteren, I en II Samuel, I en II Koningen, Jesaja, Jeremia, Ezechiël en de twaalf Kleine profeten). De geschriften eindigen tegenwoordig op het laatste blad met Hooglied 3:11 (בנות ציון, “Kom kijken, meisjes van Sion”). Prediker, Klaagliederen, Esther, Daniël en Ezra-Nehemia zijn nog zoek.